# Hesperosuchus
Hesperosuchus is een geslacht van uitgestorven crocodylomorfe reptielen dat als enige soort Hesperosuchus agilis bevat. Overblijfselen van deze pseudosuchiër zijn gevonden in de lagen van het Laat-Trias (Carnien) van Arizona en New Mexico. Vanwege overeenkomsten in schedel- en nekanatomie en de aanwezigheid van holle botten werd vroeger gedacht dat Hesperosuchus een voorouder was van latere carnosaurische dinosauriërs, maar op basis van recentere bevindingen en onderzoek is nu bekend dat het nauwer verwant is aan krokodilachtigen dan aan dinosauriërs.

## Beschrijving

### Houding en ledematen
Met een lengte van slechts ongeveer vier tot vijf voet is Hesperosuchus een relatief kleine en licht gebouwde pseudosuchiër. Het is zeer goed vergelijkbaar met de verschillende geslachten Ornithosuchus woodwardi en Saltoposuchus longipes, die beide ook pseudosuchiërs zijn. De achterpoten van Hesperosuchus waren groot en sterk, terwijl de voorpoten kleiner en veel slanker waren. Deze waarneming leidde tot de hypothese dat Hesperosuchus een tweevoetig dier was. Als we de achterpoten van Saltoposuchus vergelijken met die van Hesperosuchus, zijn ze even groot en sterk. De lengte van de verlengde achterpoot is in beide geslachten ongeveer gelijk aan de lengte van de presacrale wervels. Saltoposuchus werd beschreven door Von Huene en afgeschilderd als een falcultatieve viervoeter. Er wordt aangenomen dat Hesperosuchus ook zowel bipedialisme als quadrupedalisme beoefende. Er wordt aangenomen dat hij vaker op twee voeten stond, omdat de lange slanke handen eruitzagen alsof ze waren aangepast om te grijpen, wat nuttig kan zijn geweest voor het verzamelen, graven of verdedigen van voedsel. Zowel op de achterpoten als op de voorpoten werden vijf tenen/vingers gevonden. Om het gewicht van zijn lichaam te compenseren, zou Hesperosuchus een relatief lange staart hebben gehad. Omdat de staartwervels niet volledig zijn gerestaureerd, wordt op basis van vergelijkbare archosauriërs afgeleid dat de staart ongeveer vijfenveertig staartwervels bevatte. De sterke achterpoten en het algehele lichte gewicht maakten Hesperosuchus erg snel en in staat om snel te bewegen. Door dit snelheidsvoordeel kon hij kleine prooien vangen en ontsnappen aan grotere roofdieren.

### Schedel
De schedel van Hesperosuchus is slechts gedeeltelijk bewaard gebleven en mist veel segmenten. Het onderkaakbeen en de schedel van het gevonden exemplaar waren zeer slecht geconserveerd, maar er is net genoeg bot aanwezig om een indicatie te geven van hoe de basisstructuur van de kaak en de schedel eruit kan hebben gezien. Het bleek dat de schedel erg veel leek op die van Ornithosuchus. In de fronto-pariëtale gebieden van de schedel, samen met een plat schedeldak, werden duidelijke verlagingen gevonden in de frontale en postorbitale botten, voor en lateraal van de bovenste slaapvensters. Fragmenten van de linkerpremaxilla en maxilla bleken holtes voor negen tanden te hebben, met vier in de premaxilla. De eerste premaxillaire tanden beginnen klein van formaat en worden geleidelijk groter, waarbij de vierde tand duidelijk vergroot wordt. Dit werd vergeleken met de schedel van Ornithosuchus, die typisch twee vergrote tanden in dit vergelijkbare gebied bezit: de eerste twee maxillaire tanden. De tanden van Hesperosuchus zijn gekarteld aan zowel de achter- als de voorranden, wat toont dat Hesperosuchus een carnivoor dier was. Met de twee gevonden fragmenten van de kaken, werden in totaal slechts veertien tanden gerapporteerd, met vijf in het achterste fragment en negen in het voorste. Het basioccipitale gebied wordt gedefinieerd als typisch archosaurisch, met een afgeronde achterhoofdsknobbel, een nogal langwerpig oppervlak erboven voor de medulla oblongata en een verlengde ventrale plaat eronder. Deze basioccipitale kenmerken worden gezien bij uitgestorven archosauriërs zoals basale theropode dinosauriërs en ook bij krokodillen. Het is te zien dat de schedel relatief groot zou zijn geweest in vergelijking met carnosaurische dinosauriërs, die ook vrij grote schedels hadden. Vermoedelijk waren beide groepen actief en carnivoor, aangezien grote schedels wijd opengesperde kaken toelaten om prooien te vangen en verzwelgen. Dergelijke grote schedels moesten toch licht zijn geweest, aangezien er een grote antorbitale opening waarneembaar is bij Hesperosuchus.

## Ontdekking
Hesperosuchus werd in de herfst van 1929 en de zomer van 1930 ontdekt in de Laat-Trias-rotsen van Noord-Arizona door Llewellyn Ivor Price, William B. Hayden en Barnum Brown. Het exemplaar werd vervolgens naar een museum gebracht voor Otto Falkenbach om zorgvuldig en nauwkeurig in elkaar te worden gezet. Veel illustraties van de botten zijn gemaakt door Sydney Prentice van het Carnegie Museum of Pittsburgh. Daarnaast werden er ook modellen en figuren gemaakt door John LeGrand Lois Darling van het Museum Illustrators Corps.
In 1952 werd de typesoort Hesperosuchus agilis benoemd door Edwin Harris Colbert. Hesperis is in het oud-Grieks de avondster. Suchos (σοῦχος) aan de andere kant is oud-Grieks voor de Egyptische krokodillengod, aangezien Hesperosuchus verwant is aan krokodilachtigen. De combinatie betekent zo 'westelijke krokodil'. Agilis betekent behendig omdat Hesperosuchus een zeer behendig dier was, gezien de bouw van zijn achterpoot.
Het holotype is AMNH 6758, een gedeeltelijk skelet met schedel. Later toegewezen skeletten zijn de specimina CM 29894 en UMMP 10604. Wellicht is skelet UCMP 129470 van hetzelfde taxon.
De exacte locatie waar het exemplaar werd gevonden, is een gebied zes mijl ten zuidoosten van Cameron, dicht bij de oude Tanner Crossing van de Little Colorado River. Dit gebied heeft veel gewervelde dieren uit het Trias opgeleverd. Dit gebied ligt over ongeveer honderdzestig mijl op de top van de Moenkopi-formatie, in het gedeelte van de Chinle-formatie waar de Little Colorado River door een kloof stroomt.
Samen met Hesperosuchus werden vele andere specimina gevonden in hetzelfde algemene gebied. Er waren veel ganoïde schubben waarvan werd aangenomen dat ze behoorden tot zoetwatervissen uit de Holostei uit het Trias, verschillende tanden van phytosauriërs en veel kleine wervels van stereospondylen. Bovendien werd een groot aantal kleine tanden gevonden, waarvan sommige zeker van Hesperosuchus waren, en sommige van dieren die verwant waren aan amfibieën. Er wordt verondersteld dat deze andere tanden mogelijk toebehoorden aan dieren waarop Hesperosuchus heeft gejaagd.
Hesperosuchus was een tijdgenoot van Coelophysis, een basale roofzuchtige theropode dinosauriër.

## Paleoecologie
Hesperosuchus was een landdier, waar zijn snelheid en het vermogen om snel te rennen het meest tot zijn recht kwam. Het landschap van Noord-Arizona tijdens het Trias werd doorkruist door talrijke watermassa's zoals meren en beken. Dit toont dat Hesperosuchus waarschijnlijk dicht bij water leefde, hoewel het een volledig landbewonend dier was. De ganoïde schubben gevonden in het algemene gebied waar Hesperosuchus werd gevonden, behoren tot zoetwatervissen uit het Trias, behorend tot het geslacht Semionolus of Lepidotes, dat leefde in ondiepe meren en beken. De phytosauriërtanden en kleine stereospondyle wervels die in de buurt van Hesperosuchus worden gevonden, ondersteunen de aanwezigheid van meren of beken die een overstromingsgebied doorkruisen. Ook de vele kleine tanden die zijn gevonden, waarvan sommige behoren tot 'amfibieën' uit het Trias, ondersteunen de bewoning van leefgebieden in de buurt van water.